# De Vrede (fabriek)
De Vrede was een oliefabriek bij Westknollendam. Het lag in het Noorderveld, tussen Molletjesveer en Westknollendam. Het bedrijf was gevestigd aan de Nauernasche Vaart tegenover het Markerveld, vanwege de goede logistieke locatie. De Zaan lag namelijk dichtbij.
De fabriek werd in 1872 gesticht door P.H. Kaars Sijpesteijn en produceerde lijnolie, na 1899 onder meer ten behoeve van de Nederlandsche Linoleumfabriek, die eigendom was van dezelfde familie. Het bedrijf is in de loop der jaren sterk gegroeid. Vermoedelijk stond er, voordat de stoomfabriek werd gesticht, reeds een oliemolen op dezelfde plaats. In 1991 is het bedrijf in die vorm en op die locatie ter ziele gegaan en vervolgens is het pand gesloopt.
Het directeurshuis wat bij de fabriek stond is bewaard gebleven.